# D.O.C. (Zucchero Fornaciari)
| Recensione    | Giudizio |
| ------------- | -------- |
| Rockol        |          |
| Newsic        |          |
| Primo ascolto |          |

D.O.C. è il quattordicesimo album in studio del cantautore italiano Zucchero Fornaciari, pubblicato l'8 novembre 2019 dalla Universal Music Group.

## Descrizione

### Produzione e scrittura
Il concepimento dell'album è iniziato con la scrittura di circa quaranta brani da ottobre 2018, alternata alla preproduzione insieme a Max Marcolini presso Pontremoli. Nel luglio 2019 Zucchero ha annunciato l'inizio delle registrazioni dei brani dell'album, effettuate a Los Angeles e San Francisco e poi concluse a fine estate con la consegna dell'album alla casa discografica a metà settembre. I produttori del disco sono stati Zucchero e Don Was affiancati da Max Marcolini e alcuni altri produttori emergenti. Il disco è stato presentato il 7 novembre ai giornalisti durante una conferenza stampa al ristorante Spirit de Milan e al pubblico negli studi di Radio Italia. L'edizione deluxe, contenente sei brani inediti conclusi nel 2020, è stata pubblicata l'11 dicembre 2020 in edizione CD, triplo vinile e triplo vinile colorato e autografato in edizione limitata. Il disco, inciso nuovamente in acustico, venne incluso nell'album Inacustico D.O.C. & More pubblicato il 14 maggio 2021.

### Confezionamento
La copertina dell'album è la quarta, dopo quelle di Zucchero & The Randy Jackson Band, Rispetto e Oro, incenso e birra, tra gli album in studio a non presentare un ritratto di Zucchero. Disegnata da Paolo De Francesco, presenta un sipario caratterizzato da un drappeggio di velluto blu, chiuso sul fronte del disco, dove campeggia il logo, e aperto sul retro, dove compare il bluesman. Il logo sul fronte, di forma circolare, racchiude tutti gli elementi che caratterizzano la vita e la carriera di Zucchero, e che si intrecciano con un grande girasole sullo sfondo, che fa da cornice ad un tramonto su un campo di sorgo. Ci sono un cappello, una vanga, una chitarra e due bacchette di una batteria, delle profonde radici di un vecchio albero, due ali di angelo e due corna di diavolo. La copertina dell'edizione deluxe presenta, invece, il bluesman emiliano in primo piano.

### Concezione
Il titolo del disco, che inizialmente doveva essere Suspicious Times, citazione dall'undicesimo brano, riprende la sigla DOC, parafrasandola in «disco di origine controllata». Richiama la volontà di dedicarsi alla qualità dei brani, piuttosto che alla loro quantità, cercando di concepire un sound poliedrico, innovativo e internazionale, amalgamato al tradizionale stile compositivo e alle tematiche proprie del bluesman reggiano. Il risultato è stato un album in cui il pop ha avuto punti di contatto sia con il blues sia con una dosata presenza di musica elettronica, frutto di un lavoro congiunto tra Don Was e gli altri giovani produttori che hanno partecipato alle registrazioni dei brani. L'intento è stato quello di far coesistere il suono dello strumento musicale organico e dei cori gospel con le componenti «calde» dell'elettronica. Per quanto riguarda i testi, ai temi autobiografici delle radici emiliane e dei piaceri terreni, e a quelli classici di libertà e nostalgia, si accostano quelli di redenzione, spiritualità e impegno civile. L'autore, alla costante ricerca di serenità e genuinità, vuole comunicare di essere lontano dall'aver trovato certezze e risposte al generalizzato prosperare di cupidigia, disonestà, perbenismo e apparenza.

### Canzoni
Il disco si apre con Spirito nel buio, brano elettropop con una ripresa gospel, in diretta continuità con il brano Diavolo in me. In questo frangente l'amore «accende» uno spirito, una luce nel buio, non più un diavolo. In Soul Mama l'autore critica il «perbenismo da carità» e riprende il concetto della «mama» protettrice. Cose che già sai, la cui versione in lingua inglese è Don't Let it Be Gone, è stata scritta e cantata in duetto insieme alla cantautrice svedese Frida Sundemo. Il brano presenta punti di contatto con Menta e rosmarino (1996) e Dopo di noi (1998), sia nella melodia sia nel testo. L'album prosegue con l'autobiografica Testa o croce, pezzo blues in cui l'autore, affiancato per la prima volta da Davide Van De Sfroos nella scrittura del testo, racconta dello sradicamento subito in giovinezza da Roncocesi alla Versilia, paragonato alla recisione di un fiore. Il ritornello cita in parte la ripresa di Donkey Tonkey (1998). Dopo il primo singolo Freedom, il disco prosegue con Vittime del Cool, critica sarcastica ad una società unicamente basata sull'apparenza. Nella ballata successiva, aperta e chiusa da un assolo di pianoforte di Jon Hopkins, Zucchero ripercorre i propri ricordi, chiedendosi malinconicamente, mediante un'analisi disincantata: «Sarebbe questo il mondo che sognavo da bambino?». Ne La canzone che se ne va, scritta insieme a Daniel Vuletic e Pasquale Panella, è la canzone a illuminare un percorso di vita irto di ostacoli e insidie. L'ultimo brano veloce dell'album, Badaboom (bel paese) vira ancora una volta sull'impegno civile. Tempo al tempo, con testo scritto insieme a Francesco De Gregori, e Nella tempesta, che riprende diversi altri finali di album del bluesman reggiano, chiudono concettualmente e ritmicamente il lavoro. Tra i sei brani inediti dell'edizione deluxe, oltre al singolo September, sono presenti tre inediti e due cover. Alla prima categoria appartengono Succede, un brano blues  ironico, ricco di doppi sensi su un amore passato, Facile, una ballata scritta insieme a Robyx, e con la partecipazione di Chance, e Don't Cry Angelina, composta in inglese maccheronico negli anni '80 e il cui testo, concluso in luglio 2020, narra la storia di una giovane staffetta partigiana innamorata di un partigiano, ma dal quale è stata costretta a separarsi. È una storia d’amore raccontata con poche parole e ispirata al libro Angela, una storia d’amore nella guerra partigiana di Ezio Meroni. Al secondo gruppo appartengono Wichita Lineman (1968) di Jimmy Webb e Non illudermi così, cover di Don’t Make Promises (1966) di Tim Hardin, con nuovo testo in italiano, anche a cura di Mimmo Cavallo, che riprende i toni di critica nei confronti della falsità dei social network e della scomparsa dell'onestà.

## Tracce
Testi e musiche di Zucchero, eccetto dove indicato.

### Edizione internazionale
1. Spirito nel buio – 3:48
2. Soul Mama – 3:31
3. Cose che già sai (feat. Frida Sundemo) – 4:05 (musica: Zucchero, Frida Sundemo)
4. Testa o croce – 4:12 (testo: Zucchero, Davide Van De Sfroos)
5. Freedom – 4:02 (musica: Rag'n'Bone Man, Steve Robson, Martin Brammer)
6. Vittime del Cool – 3:41 (musica: Eg White, Mo Jamil)
7. Sarebbe questo il mondo – 4:07
8. La canzone che se ne va – 4:55 (testo: Zucchero, Pasquale Panella – musica: Zucchero, Daniel Vuletic)
9. Badaboom (bel paese) – 3:20
10. Tempo al tempo – 4:12 (testo: Zucchero, Francesco De Gregori)
11. Nella tempesta – 3:29
12. My Freedom – 4:02 (Rag'n'Bone Man, Steve Robson, Martin Brammer) – Bonus Track
13. Someday – 3:40 (Eg White, Mo Jamil) – Bonus Track
14. Don’t Let it Be Gone (feat. Frida Sundemo) – 4:06 (testo: Zucchero, Frida Sundemo – musica: Zucchero, Frida Sundemo, Joel Humlén) – Bonus Track

Contenuto bonus nell'edizione deluxe italiana
- CD 2

1. Succede – 2:36
2. Facile – 3:46 (Zucchero, Robyx)
3. Non illudermi così – 3:16 (testo: Tim Hardin, Zucchero, Mimmo Cavallo – musica: Tim Hardin)
4. Wichita Lineman – 3:12 (Jimmy Webb)
5. Don't Cry Angelina – 3:42
6. September (feat. Sting) – 3:27 (testo: Sting, Zucchero – musica: Sting, Zucchero, Rob Mathes)

## Formazione
- Zucchero – voce, pianoforte, chitarra acustica, organo Hammond, tastiera, farfisa, cembalo, batteria
- Frida Sundemo – voce in Cose che già sai e Don’t Let it Be Gone
- Max Marcolini – chitarra elettrica, chitarra acustica, bouzouki, basso, archi, tastiera, organo, FX armonica, sintetizzatore, programmazione
- Tommy Graziani - batteria
- Joel Humlén – chitarra acustica, chitarra elettrica, programmazione
- Mark Jackson – chitarra acustica, chitarra elettrica, tastiera, tamburo, sintetizzatore, programmazione
- Alex Valle - Pedal Steel Guitar
- Ian Brendon Scott – chitarra acustica, chitarra elettrica, tastiera, tamburo, sintetizzatore, programmazione
- Federico Biagetti – dobro
- Jon Hopkins – pianoforte classico
- Matt Chamberlain – batteria
- Jay Bellerose – batteria, percussioni
- Regina McCrary – tamburello New Orlean's style
- Daniel Higging – sassofono tenore, sassofono baritono
- Larry Williams – sassofono
- Bill Reichenbach – trombone, trombone basso
- Gary Grant – tromba
- Steve Robson – tastiera, organo Hammond, programmazione
- Nicolas Rebscer – programmazione
- Sol Antonio, Charlean Carmon, Alvin Chea, Siedah Garrett, Sharlotte Gibson, James Gilstrap, Denise Green, Kenya Hathaway, Dorian Holley, Nayanna Holley, Nicole Leonti, Arnold McCuller, Kate Markowitz, Rickey Nelson, Darryl Phinnessee, Windy Wagner  – coro gospel

## Successo commerciale
D.O.C. ha debuttato alla seconda posizione della classifica italiana degli album, risultando essere il primo album del bluesman a non esordire in vetta alla classifica da Oro, incenso e birra, e alla prima della classifica italiana dei vinili. In Svizzera l'album è entrato direttamente alla prima posizione della relativa classifica.
In Italia, l'album è rimasto in Top10 per quattro settimane consecutive, e in Top100 per diciassette settimane consecutive, venendo certificato disco d'oro dopo sei settimane. Il disco ha avuto un discreto successo nelle classifiche I-tunes internazionali, tanto da arrivare, per esempio, al quarto posto nella classifica del Vietnam. In occasione dell'uscita dell'edizione deluxe, l'album è rientrato al sesto posto della classifica italiana degli album e al secondo posto nella classifica vinili, raggiungendo la certificazione di disco di platino ad un anno esatto da quella a disco d'oro.

## Classifiche

### Classifiche settimanali
| Classifica (2019) | Posizione massima |
| ----------------- | ----------------- |
| Austria           | 6                 |
| Belgio (Fiandre)  | 73                |
| Belgio (Vallonia) | 30                |
| Francia           | 127               |
| Germania          | 27                |
| Italia            | 2                 |
| Svizzera          | 1                 |
| Classifica (2020) | Posizione massima |
| Austria           | 72                |
| Italia            | 6                 |
| Svizzera          | 11                |
| Classifica (2021) | Posizione massima |
| Italia            | 6                 |

### Classifiche di fine anno
| Classifica (2019) | Posizione |
| ----------------- | --------- |
| Italia            | 39        |
| Svizzera          | 61        |
| Classifica (2020) | Posizione |
| Italia            | 62        |
| Svizzera          | 95        |
| Classifica (2021) | Posizione |
| Svizzera          | 55        |